# 어린이날 (일본)
어린이날(こどもの日)은 일본의 공휴일이다. "어린이의 인격을 존중하고 어린이의 행복을 도모함과 동시에 어머니에게 감사한다"라는 것을 목표로 하고 있다. 1948년에 공포하였고, 공휴일법에 의해 제정되었다. 골든위크를 구성하는 요일 중 하나이다.

## 개요

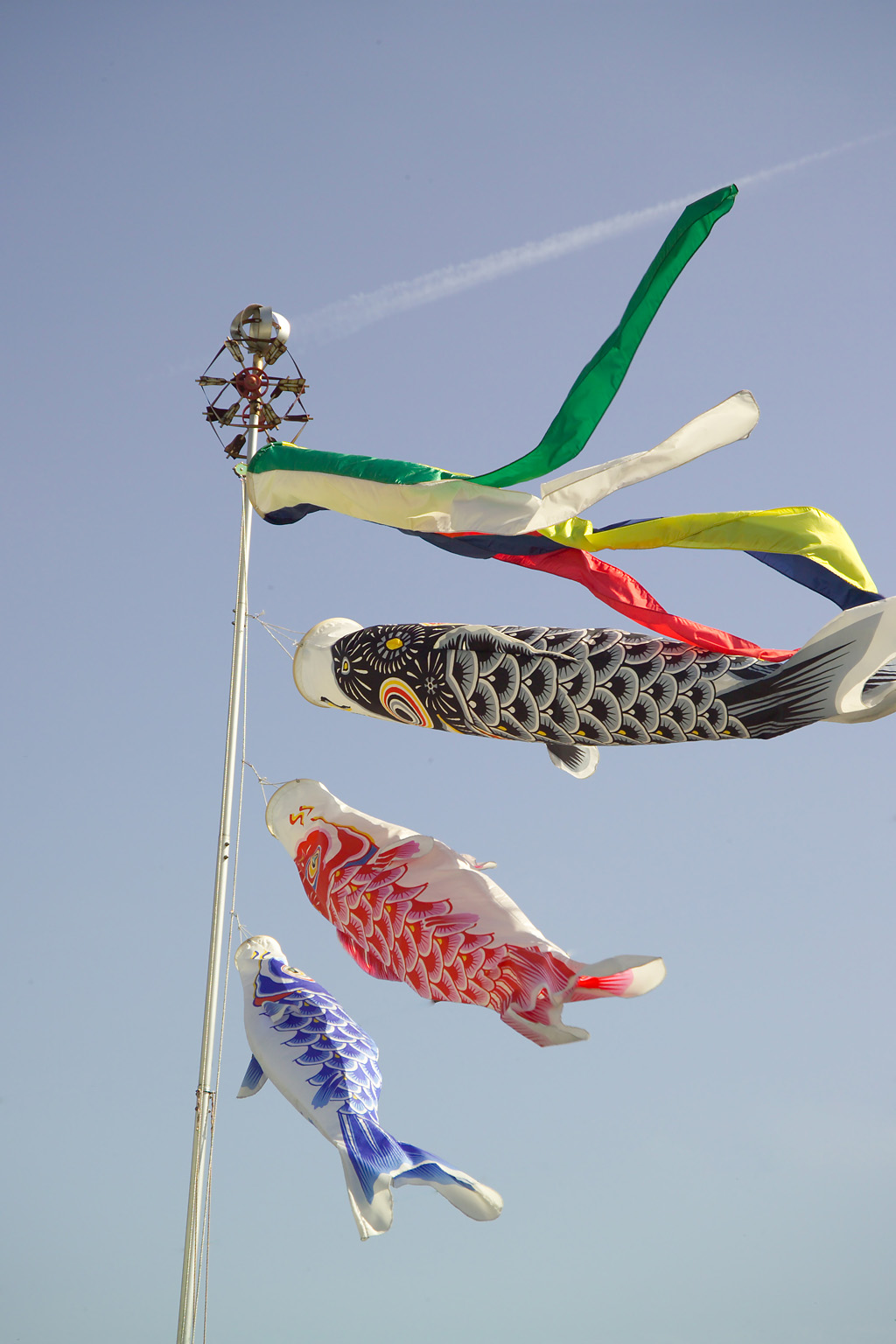
어린이날에 주로 하는 고이노보리

5월 5일은 예부터 단오로, 남성의 건강한 성장을 기원하는 행사가 열리고 있었다. 다이쇼 시대에는 "아동 애호의 날"로 활동하던 단체가 있었고, 국회에 어린이날을 공휴일로 제정하라고 민원이 많았기 때문에 5월 5일을 '남자 어린이의 날'로 제정하였다. 이 날은 공휴일인데, 3월 3일인 히나마쓰리의 날(여자 어린이의 날)은 공휴일이 아니라며 성차별로 보는 견해가 있었다. 하지만 최근에는 남녀 구별없이 경축일이라는 이미지가 강해져서, 이에 대한 비판은 볼 수 없게된다.

## 같이 보기
- 시치고산
- 어린이날